# Teucholabis (Teucholabis) invaripes
Teucholabis (Teucholabis) invaripes is een tweevleugelige uit de familie steltmuggen (Limoniidae). De soort komt voor in het Neotropisch gebied.